# Milano (Texas)
Milano es una ciudad ubicada en el condado de Milam en el estado estadounidense de Texas. En el Censo de 2010 tenía una población de 428 habitantes y una densidad poblacional de 83,08 personas por km².

## Geografía
Milano se encuentra ubicada en las coordenadas 30°42′18″N 96°51′8″O / 30.70500, -96.85222. Según la Oficina del Censo de los Estados Unidos, Milano tiene una superficie total de 5.15 km², de la cual 5.14 km² corresponden a tierra firme y (0.15%) 0.01 km² es agua.

## Demografía
Según el censo de 2010, había 428 personas residiendo en Milano. La densidad de población era de 83,08 hab./km². De los 428 habitantes, Milano estaba compuesto por el 83.64% blancos, el 7.71% eran afroamericanos, el 0% eran amerindios, el 0% eran asiáticos, el 0% eran isleños del Pacífico, el 4.67% eran de otras razas y el 3.97% pertenecían a dos o más razas. Del total de la población el 17.99% eran hispanos o latinos de cualquier raza.